# カオリナイト
カオリナイト（kaolinite、カオリン石
）は、鉱物（ケイ酸塩鉱物）の一種。化学組成は Al4Si4O10(OH)8、結晶系は三斜晶系。粘土鉱物の一種。高陵石、高嶺石ともいう。
kaolinite の名は、中国の有名な粘土の産地である江西省景徳鎮付近の高嶺（カオリン：Kaoling）に由来する。高嶺で産出する粘土は、景徳鎮で作られる磁器の材料として有名である。また、同質の粘土（鉱石）はカオリン（kaolin）、または陶土（china clay）と呼ばれる。

## 産出地
長石などが変質して生じる。ろう石の中に含まれる。
日本では、岡山県備前市三石、広島県庄原市勝光山が産地として有名。

## 性質・特徴
カオリナイトは長期の風化作用によって花崗岩などの長石が分解して生成される。
このためカオリナイトを含む粘土の多くは不純物を含んでおり、それらは元の岩石が何であったかによって異なる。
また、風化作用の結果として生成するためカオリナイト自身は最も反応性の低い粘土鉱物である。
カオリナイトはアルミニウムの水酸化合物の八面体とケイ素の酸化物の四面体が1：1で構成する薄い層からなり、それらは水分子による水素結合やファンデルワールス力による結合をしている。そのためカオリナイトには吸水性がある。この二つの化合物は土壌ではそれぞれ別の化合物と反応する。
ゆえに乾くと水分子が消えて体積が5％前後小さくなり、近隣の層が癒着して動くようになる。
このときは水分子でなく水酸基によって互いに水素結合している。
水素結合によって結合している各層は強固で、容易に分離することはできず、容易には分離できないバリアを生成する。
このためカオリナイトの堆積物は堆積時に水溶していた物質を捕獲・保存することができる。

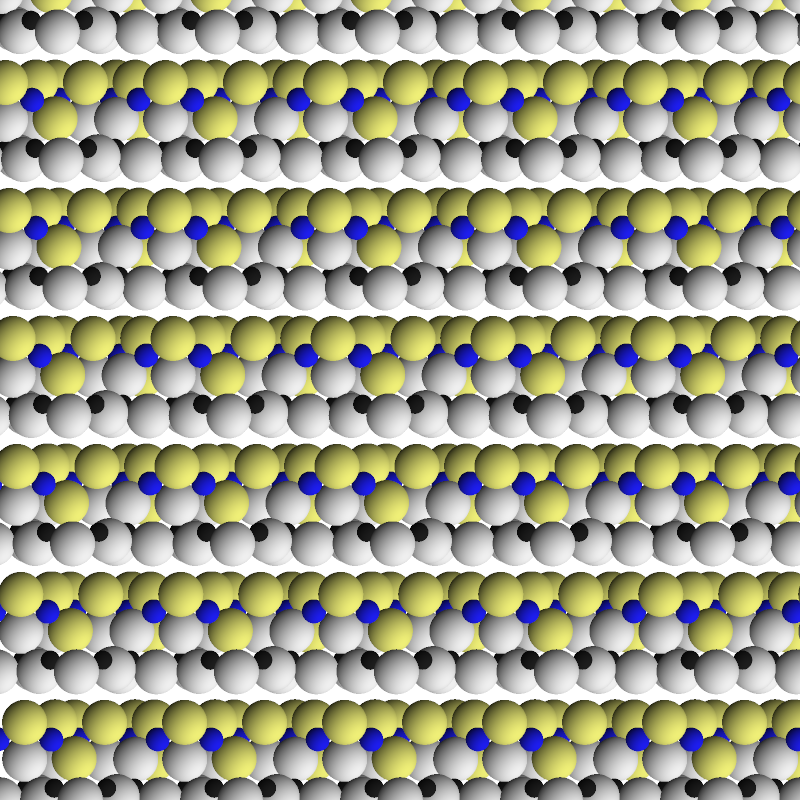
カオリナイトの化学構成モデル

スメクタイトとは異なり、カオリナイトは非膨張性であり、その高い分子安定性の結果、同型置換は限定的か存在しない。
しかしpHにより性質を変える特徴を持ち、周囲のpHに応じて金属を吸着し層の辺縁と表面層の水素イオンを放出するか、あるいはその反応を阻害する(陽イオン交換樹脂と似た性質である)。
この性質のために土壌には陽イオンを保持・交換して栄養分を制御する能力があり、それを定量化したものをCEC(陽イオン交換容量)という。この能力により土壌は植物との間に相互作用を持つ。また汚染物質との間にも相互作用を持つ。
カオリナイトはCECが特に高いことが知られている。pHでほとんど変化しないこの性質はイライトと同じように、カオリナイトに永久電荷の主たる供給源があることを示唆する。一方で、カオリナイトにおいては各層間の永久電荷よりも水酸基による変位電荷のほうが卓越しているためなんらかの実験不備があったことを疑う意見もある。
この金属の吸着は土壌の物性に変化を及ぼす可能性がある。Pb2+(鉛イオン),Cd2+(カドミウムイオン),Zn2+(亜鉛イオン)の吸着はカオリナイトに負荷を与える可能性がある。カオリナイトの扱い方によって変化は異なるが、膨張・分子の構造中の圧力・凝結・せん断強度の低下・透水係数や圧縮性の上昇が起こると考えられている。また、陽イオン交換により層間のファンデルワールス力の変化も主張されている。こうした変化はカオリナイトの層状構造に空隙が生じたことを示唆する。イオンの吸着によって層内の原子同士のファンデルワールス力が低下しても同様の空隙が生ずる可能性はある。しかし層内のファンデルワールス力がどのような影響を受けているかはわかっていない。
この3種の金属イオンの吸着について、長期的(24h)にはPb2+を最も吸着するが、短期的(0.1h)には3種類のうちで最も吸着が少ないことが報告されており、Pb2+の吸着速度が少なくとも初期においては他の3種に比べて遅い。また、Cd2+の吸着量が他に比べて少ないことも分かっており、吸着部位がイオンによって異なる可能性があると考えられている。また、Cd2+の吸着はpHによって左右されやすいことも報告されている。そのためCd2+の吸着位置はpHの影響を受けやすいカオリナイトの層の辺縁であると考えられている。
カオリナイトの化学構造の変化や物理化学的変質は静止圧力や摩擦にさらされたときに顕現する。
触った感じはぬるぬるしている。吸水性が高いので、舌に乗せると吸い付く性質があり、特有の匂いを発する。
各層は緻密に結合しているため、吸水は構造的には各層の辺縁と表面層でのみ起こっている。
500℃に加熱すると脆くなり粘土の性質を持たなくなるが、水酸基による水素結合から酸素原子による共有結合に替わるためカオリナイトの分子同士がより強く短く結合する。この時点では層構造は崩壊し分子同士の結合によるアモルファス構造となる。
1000℃で素焼きとなり非常に頑丈で多孔質になる。陶芸の過程ではここで釉薬をかけて乾いたら釉薬に適正な温度で再加熱する。
カオリナイトの構造の特徴と性質についてはさらなる研究が期待される。

## 用途・加工法

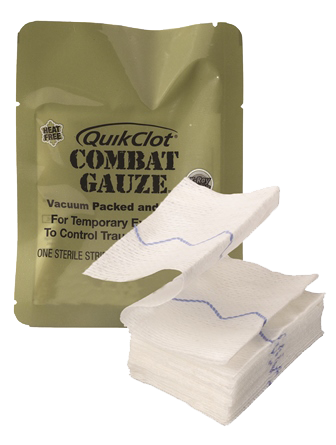
カオリンを含有し止血効果を持つ軍用のガーゼ

陶芸
高熱に耐える磁器やコート紙の塗工材、クレーなどの材料にされる。この成分が多いほど高温に耐える磁器の材料となる。
陶磁器の素材としてカオリンと表現される場合は主に本項のカオリナイトをさす（ハロイサイトを含む場合もある）。
医療
血液の凝固を促進・誘発する性質を持ち、2008年4月にアメリカ海軍医療研究センターがカオリン由来のアルミノケイ酸塩を含有したガーゼを開発し、商業的にも販売した。
- 血漿中のループス抗凝固因子（英語版）の存在を確認するための試験カオリン凝固時間法（英語版）
- 歯磨き粉
- お腹のむかつきを和らげる伝統医療薬[12]
- 瀉下薬に含まれる

食用
アフリカで食用の土 (食材)としてミネラルが不足しがちな女性が食している。
その他
- 化粧品
- 看護師、美容師、金属加工者など皮膚に汚染物質が付く可能性がある作業者向けのバリアクリーム（英語版）[13]
- 白色顔料の二酸化チタンの白色度を上げる添加剤
- 漆喰
- 有機農法で害虫駆除、リンゴが赤くなるのを抑えるスプレー
- ごく微量のウランとトリウムが含まれていることがあるため放射線年代測定
- 廃水処理の吸着剤
- ゴムの強度などを上げる添加剤
- 白色ポルトランドセメント

## カオリナイト - 蛇紋石グループ
- カオリナイト（kaolinite） : Al2Si2O5(OH)4、三斜晶系・単斜晶系
- ディク石（dickite） : Al2Si2O5(OH)4、単斜晶系
- ナクル石（nacrite） : Al2Si2O5(OH)4、三斜晶系
- ハロイ石（halloysite） : Al2Si2O5(OH)4・2H2O、単斜晶系

- アンチゴライト（antigorite） : (Mg,Fe)3Si2O5(OH)4、単斜晶系
- 単斜クリソタイル石（clinochrysotile） : Mg3Si2O5(OH)4、単斜晶系
- 斜方クリソタイル石（orthochrysotile） : Mg3Si2O5(OH)4、斜方晶系
- パラクリソタイル石（parachrysotile） : Mg3Si2O5(OH)4
- リザード石（lizardite） : Mg3Si2O5(OH)4、三方晶系・六方晶系

- アメス石（amesite） : (Mg,Al)3(Si,Al)2O5(OH)4、三斜晶系
- ケリー石（kellyite） : (Mn,Mg,Al)3(Si,Al)2O5(OH)4、六方晶系
- ベルチェリン（berthierine） : (Fe,Fe3+,Mg)2-3(Si,Al)2O5(OH)4、単斜晶系
- グリーナ石（greenalite） : (Fe,Mn,Fe3+)2-3Si2O5(OH)4、単斜晶系
- ヌポア石（népouite） : (Ni,Mg)3-xSi2O5(OH)4、単斜晶系
- brindleyite : (Ni,Mg,Fe)2Al(SiAl)O5(OH)4
- fraipontite : (Zn,Al)3(Si,Al)2O5(OH)4
- odinite : (Fe3+,Mg,Al,Fe)2.5(Si,Al)2O5(OH)4
- cronstedtite : Fe2Fe3+(SiFe3+)O5(OH)4
- manandonite : LiAl2(SiAl0.5B0.5)O5(OH)4
- pecoraite : Ni3Si2O5(OH)4